# Пять гробниц по пути в Каир
«Пять гробни́ц по пути в Каи́р» (англ. Five Graves to Cairo) — американский художественный фильм режиссёра Билли Уайлдера, вышедший на экраны в 1943 году. Лента, сюжет которой основан на пьесе Лайоша Биро, рассказывает о событиях, происходящих на африканском театре боевых действий Второй мировой войны. Картина получила три номинации на премию «Оскар» — за лучшую операторскую работу в чёрно-белом фильме (Джон Зейтц), за лучший монтаж (Доун Харрисон) и за лучшую работу художников и декораторов в чёрно-белом фильме (Ханс Дрейер, Эрнст Фехте, Бертрам Грейнджер).

## История создания
Фильм о военных действиях в Северной Африке Билли Уайлдер снимал по свежим следам, когда бои ещё продолжались, но уже обозначился перевес союзников. Реальные события послужили лишь канвой для вымышленного, а точнее — заимствованного у венгерского новеллиста Лайоша Биро сюжета, уже использованного в 1927 году в фильме «Отель Империал», а затем в одноимённом фильме 1939 года (оба, как и литературный первоисточник, были посвящены Первой мировой войне).
Естественно, фильм задумывался как пропагандистский, тем не менее в изображении немцев Билли Уайлдер старался держаться как можно дальше от обычных пропагандистских стереотипов. Эрвина Роммеля уже в то время признавали выдающимся полководцем, в фильме Уайлдера он был не только умён: к неудовольствию патриотически настроенных критиков, он вообще не походил на нацистского монстра, но, при всём различии характеров, имел немало общего с джентльменом Рауффенштайном из «Великой иллюзии» Жана Ренуара. Позже, когда распространился слух о причастности Роммеля к антигитлеровскому заговору, исполнитель роли фельдмаршала Эрих фон Штрогейм говорил: «Мы каким-то образом почувствовали это».

## Сюжет
Северная Африка, 1942 год; британский экспедиционный корпус разбит в сражении с танковой армией «Африка» под командованием фельдмаршала Роммеля. Уцелевший танк блуждает в раскалённых песках пустыни; единственный выживший член экипажа, капрал Джон Брэмбл (Франшо Тоун), обезумевший от жары и жажды, добирается до небольшой гостиницы.
Кроме хозяина, Фарида (Аким Тамирофф), и горничной — француженки Муш (Энн Бакстер), в гостинице нет никого: приближение немцев заставило бежать не только постояльцев, но и повара, а официант Давос погиб во время ночной бомбардировки.
Брэмбл не успевает прийти в себя, как в гостинице появляются немцы, желающие использовать её в качестве штаба Роммеля. Капрал, которому бежать уже поздно, да и некуда, решает сыграть погибшего официанта, надевает оставшуюся после него одежду и ортопедические ботинки. Делает он это против воли хозяина гостиницы и горничной: Фарид опасается, что обман раскроется и он окажется повинен в содействии обману; а Муш вообще ненавидит англичан, бросивших французов на произвол судьбы в Дюнкерке. К тому же у Муш в немецком плену находится брат, и вызволить его из концлагеря можно лишь во всём угождая всесильному, как ей кажется, Роммелю.
В гостиницу прибывает Эрвин Роммель и требует к себе Давоса; к ужасу Брэмбла, выясняется, что официант был немецким агентом. Однако ни Роммель, ни его адъютант не знают Давоса в лицо; а упрёки фельдмаршала — в том, что он, вопреки инструкции, не подал условленные сигналы, — Брэмблу удаётся отвести: после ночной бомбардировки ему в течение 8 часов пришлось выбираться из-под обломков.
Брэмблу удается украсть пистолет и он подумывает не застрелить ли Роммеля за утренним кофе. Но среди захваченных Роммелем в плен британских офицеров один оказывается бывшим постояльцем гостиницы, он хорошо знал Давоса и легко догадывается о том, что перед ним — ненастоящий официант. Офицер убеждает Брэмбла использовать своё положение для сбора сведений.
Из бесед с Роммелем Брэмбл узнаёт, что ещё до войны, работая в Египте под видом археолога, Роммель создал пять секретных складов с запасами воды, горючего и обмундирования — «пять гробниц по пути в Каир»; места расположения этих складов отмечены на карте Роммеля, но Брэмбл безуспешно пытается их обнаружить.
В девять часов вечера Брамбл по заданию Роммеля должен отправиться в Каир, но двумя часами раньше, во время воздушного налёта, в подвале, который обитатели гостиницы используют в качестве бомбоубежища, адъютант Роммеля лейтенант Швеглер (Питер ван Эйк) обнаруживает засыпанное обломками кирпича тело настоящего Давоса. Собственно, видит Швеглер только ноги в ортопедических ботинках, но этого достаточно. Брэмбл пытается скрыться, но адъютант преследует его. При столкновении в тёмной гостинице Брэмбл убивает лейтенанта и прячет тело в комнате для прислуги.
К этому времени капралу удаётся скопировать карту Роммеля и разгадать её тайну: пять складов — это пять букв слова «Egypt» (Египет), напечатанного на карте. Перед отъездом он оставляет Фариду свой пиджак, забрызганный кровью, как неоспоримое доказательство того, что в гибели лейтенанта повинен Давос, — чтобы подозрение не пало на Муш или Фарида. Но тело Швеглера находят раньше, чем Брэмбл успевает покинуть гостиницу. Чтобы дать ему возможность уехать, Муш берёт вину на себя.
Информация, переданная Брэмблом, позволяет англичанам взорвать склады Роммеля и оставить его без запасов воды и горючего. В ноябре 1942 года вместе с победоносными английскими войсками Брэмбл возвращается в гостиницу Фарида, он привозит для Муш зонтик с ручкой из слоновой кости, о котором она мечтала; но Муш расстреляна, несмотря на то, что её непричастность к гибели Швенглера была доказана.

## В ролях
- Франшо Тоун — Джон Брэмбл
- Энн Бакстер — Муш
- Аким Тамирофф — Фарид
- Эрих фон Штрогейм — Эрвин Роммель
- Питер ван Эйк — Швеглер, адъютант Роммеля
- Фортунио Бонанова — генерал Себастьяни
- Константин Шэйн — майор фон Бюлов